# 一切都成Rumor
《一切都成Rumor》（日语：／ ne mo ha mo rūmā */?）是日本女子偶像團體AKB48的第58張單曲，於2021年9月29日由國王唱片發行。同名標題曲由岡田奈奈担任Center（中心成员）。

## 簡介
本张单曲距前作《感謝失戀》相隔一年半发行，是AKB48於2021年发行的第一张单曲，於2021年5月23日舉辦的“17LIVE presents AKB48 15th Anniversary LIVE AKB單獨演唱會～喜歡的話就勇敢說出來吧～”上公布，也是自《機會的順序》以來，相隔十年再次只由AKB48成員演唱，而非AKB48集團共同參與的單曲。
单曲分為附赠DVD的Type A至Type C及只有CD的劇場盤，每版本收錄六首樂曲，包含收錄於所有版本的一首B面曲、依版本相異的一首B面曲及各曲目的純音樂。Type A至Type C另分為附有活動抽選序號券的初回限定盤，及附有生寫真的通常盤，兩者曲目相同，加上劇場盤，合共七個版本。
选拔成员人数與前作同樣為18人。谷口惠、千葉惠里、西川怜、横山結衣初次進入選拔。倉野尾成美自《持續愛你》以來相隔兩作，下尾美羽自《回憶上心頭DAYS》以來相隔三作，已結束IZ*ONE活動並回歸AKB48的本田仁美自《NO WAY MAN》以來相隔四作，大西桃香自《Shoot Sign》以來相隔十一作重返選拔。在發表選拔成員時接受脊髓空洞症治療而暫停活動的柏木由紀也進入選拔名單，同時她也成為AKB48首位超過30歲的單曲選拔成員。
前作選拔成員中，除了分別已於2020年12月21日、2021年5月29日及2021年8月31日畢業的吉田朱里（前NMB48）、峯岸南（前AKB48）和白間美瑠（前NMB48）外，福岡聖菜未能進入選拔名單。由於本作的選拔成員只從AKB48當中選出的關係，前作選拔成員中來自姐妹團體的現役成員須田亞香里（SKE48）、田中美久（HKT48）、本間日陽（NGT48）、瀧野由美子（STU48）同樣未進入選拔。
2021年7月17日，同名標題曲在TBS電視台播出的《音樂日》節目上首次演唱，在演唱前由岡田奈奈宣布自己擔任Center（中心成員），這次是她自《Ja-Ba-Ja》以來相隔七作再次擔任中心成員。首次演唱當天，因柏木由紀剛從休養中復出，由小田繪里奈暫代其位置。8月8日，在bayfm廣播節目《柱NIGHT! with AKB48》中公開了完整歌曲。8月31日，於YouTube公開了同名標題曲的MV。
共通C/W曲為去年因應Covid-19疫情推出的數位發行單曲《即使分離》。未進入標題曲選拔名單的其餘成員，則分別參與其他各版本的專屬C/W歌曲的錄製。

## 封面寫真
| Type A 初回限定盤 | 横山由依、倉野尾成美、岡田奈奈、横山結衣、西川怜、柏木由紀 |
| Type B 初回限定盤 | 久保怜音、谷口惠、本田仁美、下尾美羽、千葉惠里、向井地美音 |
| Type C 初回限定盤 | 岡部麟、山内瑞葵、村山彩希、小栗有以、大西桃香、武藤十夢   |
| Type A 通常盤     | 横山由依、倉野尾成美、岡田奈奈、横山結衣、西川怜、柏木由紀 |
| Type B 通常盤     | 久保怜音、谷口惠、本田仁美、下尾美羽、千葉惠里、向井地美音 |
| Type C 通常盤     | 岡部麟、山内瑞葵、村山彩希、小栗有以、大西桃香、武藤十夢   |
| 劇場盤            | 「一切都成Rumor」選拔成員18人                              |

## 媒體使用
一切都成Rumor
- 「New Balance 327 Walking Dance篇」廣告主題曲[13]

## 收錄歌曲

### Type A
| CD   | CD                                | CD     | CD                | CD                 | CD   |
| 曲序 | 曲目                              |        | 作曲              | 編曲               | 时长 |
| ---- | --------------------------------- | ------ | ----------------- | ------------------ | ---- |
| 1.   | 一切都成Rumor                     | 秋元康 | 浦島健太、H.Shing | 今井大介、大野裕一 | 4:19 |
| 2.   | 即使分離                          | 秋元康 | 饗庭純            | 野中「MASA」雄一   | 5:22 |
| 3.   | 大吵大鬧天國（Second Generation） | 秋元康 | 本田正樹          | 本田正樹           | 3:17 |
| 4.   | 一切都成Rumor（off vocal ver.）   |        | 浦島健太、H.Shing | 今井大介、大野裕一 | 4:19 |
| 5.   | 即使分離（off vocal ver.）        |        | 饗庭純            | 野中「MASA」雄一   | 5:22 |
| 6.   | 大吵大鬧天國（off vocal ver.）    |        | 本田正樹          | 本田正樹           | 3:15 |

| DVD  | DVD                       | DVD      | DVD  |
| 曲序 | 曲目                      | 导演     | 时长 |
| ---- | ------------------------- | -------- | ---- |
| 1.   | 一切都成Rumor Music Video | 友久陽志 | 6:01 |
| 2.   | 一切都成Rumor Dance Ver.  | 友久陽志 |      |
| 3.   | 即使分離 Music Video      | 磯見大   |      |

### Type B
| CD   | CD                              | CD     | CD                | CD                 | CD   |
| 曲序 | 曲目                            |        | 作曲              | 編曲               | 时长 |
| ---- | ------------------------------- | ------ | ----------------- | ------------------ | ---- |
| 1.   | 一切都成Rumor                   | 秋元康 | 浦島健太、H.Shing | 今井大介、大野裕一 | 4:19 |
| 2.   | 即使分離                        | 秋元康 | 饗庭純            | 野中「MASA」雄一   | 5:22 |
| 3.   | 西高東低（Team 8）              | 秋元康 | 佐藤貴之          | 草野芳裕           | 4:18 |
| 4.   | 一切都成Rumor（off vocal ver.） |        | 浦島健太、H.Shing | 今井大介、大野裕一 | 4:19 |
| 5.   | 即使分離（off vocal ver.）      |        | 饗庭純            | 野中「MASA」雄一   | 5:22 |
| 6.   | 西高東低（off vocal ver.）      |        | 佐藤貴之          | 草野芳裕           | 4:15 |

| DVD  | DVD                       | DVD      | DVD  |
| 曲序 | 曲目                      | 导演     | 时长 |
| ---- | ------------------------- | -------- | ---- |
| 1.   | 一切都成Rumor Music Video | 友久陽志 | 6:01 |
| 2.   | 一切都成Rumor Dance Ver.  | 友久陽志 |      |
| 3.   | 即使分離 Music Video      | 磯見大   |      |

### Type C
| CD   | CD                               | CD     | CD                | CD                 | CD   |
| 曲序 | 曲目                             |        | 作曲              | 編曲               | 时长 |
| ---- | -------------------------------- | ------ | ----------------- | ------------------ | ---- |
| 1.   | 一切都成Rumor                    | 秋元康 | 浦島健太、H.Shing | 今井大介、大野裕一 | 4:19 |
| 2.   | 即使分離                         | 秋元康 | 饗庭純            | 野中「MASA」雄一   | 5:22 |
| 3.   | 你已不在的12月（横山由依畢業曲） | 秋元康 | 浦島健太、山本匠  | 山本匠             | 5:50 |
| 4.   | 一切都成Rumor（off vocal ver.）  |        | 浦島健太、H.Shing | 今井大介、大野裕一 | 4:19 |
| 5.   | 即使分離（off vocal ver.）       |        | 饗庭純            | 野中「MASA」雄一   | 5:22 |
| 6.   | 你已不在的12月（off vocal ver.） |        | 浦島健太、山本匠  | 山本匠             | 5:49 |

| DVD  | DVD                        | DVD      | DVD  |
| 曲序 | 曲目                       | 导演     | 时长 |
| ---- | -------------------------- | -------- | ---- |
| 1.   | 一切都成Rumor Music Video  | 友久陽志 | 6:01 |
| 2.   | 一切都成Rumor Dance Ver.   | 友久陽志 |      |
| 3.   | 你已不在的12月 Music Video | 横山由依 | 6:10 |

### 劇場盤
| CD   | CD                               | CD     | CD                | CD                 |
| 曲序 | 曲目                             |        | 作曲              | 編曲               |
| ---- | -------------------------------- | ------ | ----------------- | ------------------ |
| 1.   | 一切都成Rumor                    | 秋元康 | 浦島健太、H.Shing | 今井大介、大野裕一 |
| 2.   | 即使分離                         | 秋元康 | 饗庭純            | 野中「MASA」雄一   |
| 3.   | Black Jaguar（First Generation） | 秋元康 | 川添广希          |                    |
| 4.   | 一切都成Rumor（off vocal ver.）  |        | 浦島健太、H.Shing | 今井大介、大野裕一 |
| 5.   | 即使分離（off vocal ver.）       |        | 饗庭純            | 野中「MASA」雄一   |
| 6.   | Black Jaguar（off vocal ver.）   |        | 川添广希          | 後藤康二           |

## 選拔成員

### 一切都成Rumor
（中心成员：冈田奈奈）
- Team A：千葉惠里、西川怜、向井地美音、橫山由依
- Team K：武藤十夢
- Team B：柏木由紀、久保怜音、谷口惠
- Team 4：村山彩希、山內瑞葵
- Team 4／STU48：岡田奈奈
- Team 8／Team A：岡部麟、小栗有以、下尾美羽
- Team 8／Team K：横山結衣、倉野尾成美
- Team 8／Team B：本田仁美
- Team 8／Team 4：大西桃香

| 第三排 | 大西桃香 | 大西桃香 | 久保怜音 | 久保怜音 | 武藤十夢 | 武藤十夢 | 倉野尾成美 | 倉野尾成美 | 千葉惠里 | 千葉惠里   | 西川怜     | 西川怜   | 谷口惠   | 谷口惠 |
| 第二排 |          | 岡部麟   | 岡部麟   | 柏木由紀 | 柏木由紀 | 山内瑞葵 | 山内瑞葵   | 小栗有以   | 小栗有以 | 向井地美音 | 向井地美音 | 横山由依 | 横山由依 |        |
| 第一排 |          |          | 下尾美羽 | 下尾美羽 | 横山結衣 | 横山結衣 | 岡田奈奈   | 岡田奈奈   | 本田仁美 | 本田仁美   | 村山彩希   | 村山彩希 |          |        |

### 即使分離
- Team A：向井地美音、橫山由依
- Team K：武藤十夢
- Team B：柏木由紀、久保怜音、福岡聖菜
- Team 4：村山彩希、山内瑞葵
- Team 4 / STU48：岡田奈奈
- Team 8 / Team A：岡部麟、小栗有以
- AKB48畢業生：板野友美、大島優子、小嶋陽菜、篠田麻里子、高橋南、前田敦子、峯岸南
- SKE48畢業生：松井珠理奈
- NMB48畢業生：山本彩
- HKT48畢業生：指原莉乃

### 大吵大鬧天國
「Second Generation」名義
（中心成員：千葉惠里）
- Team A：佐藤美波、鈴木久留美、田口愛佳、千葉惠里、西川怜、古川夏凪、道枝咲、山根涼羽
- Team K：岡田梨奈、小林蘭、長友彩海、永野惠、武藤小麟、安田葉
- Team B：大竹瞳、大盛真步、久保怜音、齋藤陽菜、山邊步夢
- Team 4：淺井七海、石綿星南、稻垣香織、藏本美結、黑須遙香、多田京加、本間麻衣、馬嘉伶、山内瑞葵、吉橋柚花
由選秀2期生、馬嘉伶、16期生及選秀3期生組成。
古川夏凪、岡田梨奈、小林蘭、永野惠、大竹瞳、齋藤陽菜、石綿星南、藏本美結、多田京加和吉橋柚花是首次參與AKB48實體作品收錄曲的錄製。

### 西高東低
「Team 8」名義
（中心成員：小栗有以、本田仁美）
- Team 8：上見天乃、坂川陽香、鈴木優香、德永羚海、福留光帆、藤園麗、御供茉白
- Team 8 / Team A：岡部麟、奥本陽菜、小栗有以、下尾美羽、吉田華戀
- Team 8 / Team K：小田繪里奈、倉野尾成美、橋本陽菜、春本由紀、左伴彩佳、山田杏華、橫山結衣
- Team 8 / Team B：奥原妃奈子、川原美咲、清水麻璃亞、服部有菜、本田仁美、吉川七瀨
- Team 8 / Team 4：歌田初夏、大西桃香、行天優莉奈、坂口渚沙、高岡薫、高橋彩音、高橋彩香、永野芹佳、濱咲友菜、平野光
本曲是自《不需要翅膀》的收錄曲《通往夢想的路》以來，再次由全體Team 8成員參加錄製的歌曲。
上見天乃、坂川陽香、德永羚海、福留光帆、藤園麗和御供茉白是首次參與AKB48實體作品收錄曲的錄製。而奥本陽菜、春本由紀、山田杏華、奥原妃奈子、高橋彩香、平野光和鈴木優香則是初次參與Team 8名義歌曲的錄製。

### 你已不在的12月
横山由依畢業曲
- Team A：横山由依

### Black Jaguar
「First Generation」名義
（中心成员: 宮崎美穗、大家志津香）
- Team A：入山杏奈、加藤玲奈、篠崎彩奈、宮崎美穗
- Team K：市川愛美、込山榛香、下口緋奈奈、茂木忍、湯本亞美
- Team B：岩立沙穗、大家志津香、北澤早紀、佐佐木優佳里、田北香世子、中西智代梨、福岡聖菜
- Team 4：大森美優、佐藤妃星
由未進入標題曲選拔的4期生至選秀1期生成員（包括屬於移籍成員的中西智代梨）組成。

| 第三排 | 湯本亞美 | 湯本亞美 | 下口緋奈奈 | 下口緋奈奈 | 中西智代梨 | 中西智代梨   | 市川愛美     | 市川愛美   | 田北香世子 | 田北香世子 | 佐藤妃星 | 佐藤妃星 |
| 第二排 | 北澤早紀 | 大森美優 | 大森美優   | 篠崎彩奈   | 篠崎彩奈   | 佐佐木優佳里 | 佐佐木優佳里 | 岩立沙穗   | 岩立沙穗   | 茂木忍     | 茂木忍   |          |
| 第一排 | 福岡聖菜 | 福岡聖菜 | 入山杏奈   | 入山杏奈   | 宮崎美穗   | 宮崎美穗     | 大家志津香   | 大家志津香 | 加藤玲奈   | 加藤玲奈   | 込山榛香 | 込山榛香 |

## 外部鏈結
- 國王唱片官方網站（日語）
  - 初回限定盤 Type-A （页面存档备份，存于）
  - 通常盤 Type-A （页面存档备份，存于）
  - 初回限定盤 Type-B （页面存档备份，存于）
  - 通常盤 Type-B （页面存档备份，存于）
  - 初回限定盤 Type-C （页面存档备份，存于）
  - 通常盤 Type-C （页面存档备份，存于）
  - 劇場盤 （页面存档备份，存于）
- YouTube上的【MV full】根も葉もRumor / AKB48 58th Single【公式】（日語）
- YouTube上的【Dance Practice】AKB48「根も葉もRumor -1half- へとへとver.」（日語）
- YouTube上的【踊ってみた】AKB48「根も葉もRumor」SERIOUS FLAVOR ver （日語）
- YouTube上的【MV full】『離れていても』 / AKB48 message song【公式】
- 噂AKB48(公式)的X（前Twitter）（日語）
- YouTube上的AKB48－一切都成Rumor（華納official HD 高畫質官方中字版）（繁體中文）